# Gerbert Rappaport
Gerbert Rappaport (russisk: Ге́рберт Морицевич Раппапо́рт) (født 7. juli 1908 i Wien i det Østrig-Ungarn, død 5. september 1983 i Sankt Petersborg i Sovjetunionen) var en sovjetisk filminstruktør og manuskriptforfatter.

## Filmografi
- Professor Mamlok (Профессор Мамлок, 1938)[1][2]
- Rusland synger (Музыкальная история, 1940)
- Luftkabine (Воздушный извозчик, 1943)
- Aleksandr Popov (Александр Попов, 1949)
- Ballettens stjerner (Мастера русского балета, 1953)
- Tjerjomusjki (Черёмушки, 1962)
- Dva bileta na dnevnoj seans (Два билета на дневной сеанс, 1966)